# Stenocorus vittidorsum
Stenocorus vittidorsum är en skalbaggsart som beskrevs av Edmund Reitter 1890. Stenocorus vittidorsum ingår i släktet Stenocorus och familjen långhorningar.
Artens utbredningsområde är Iran. Inga underarter finns listade i Catalogue of Life.